# Serpnewe
Serpnewe (ukrainisch Серпневе; russisch Серпневое Serpnewoje, deutsch Leipzig, rumänisch Leipțig) ist eine Siedlung städtischen Typs  in der ukrainischen Oblast Odessa mit etwa 1.800 Einwohnern.

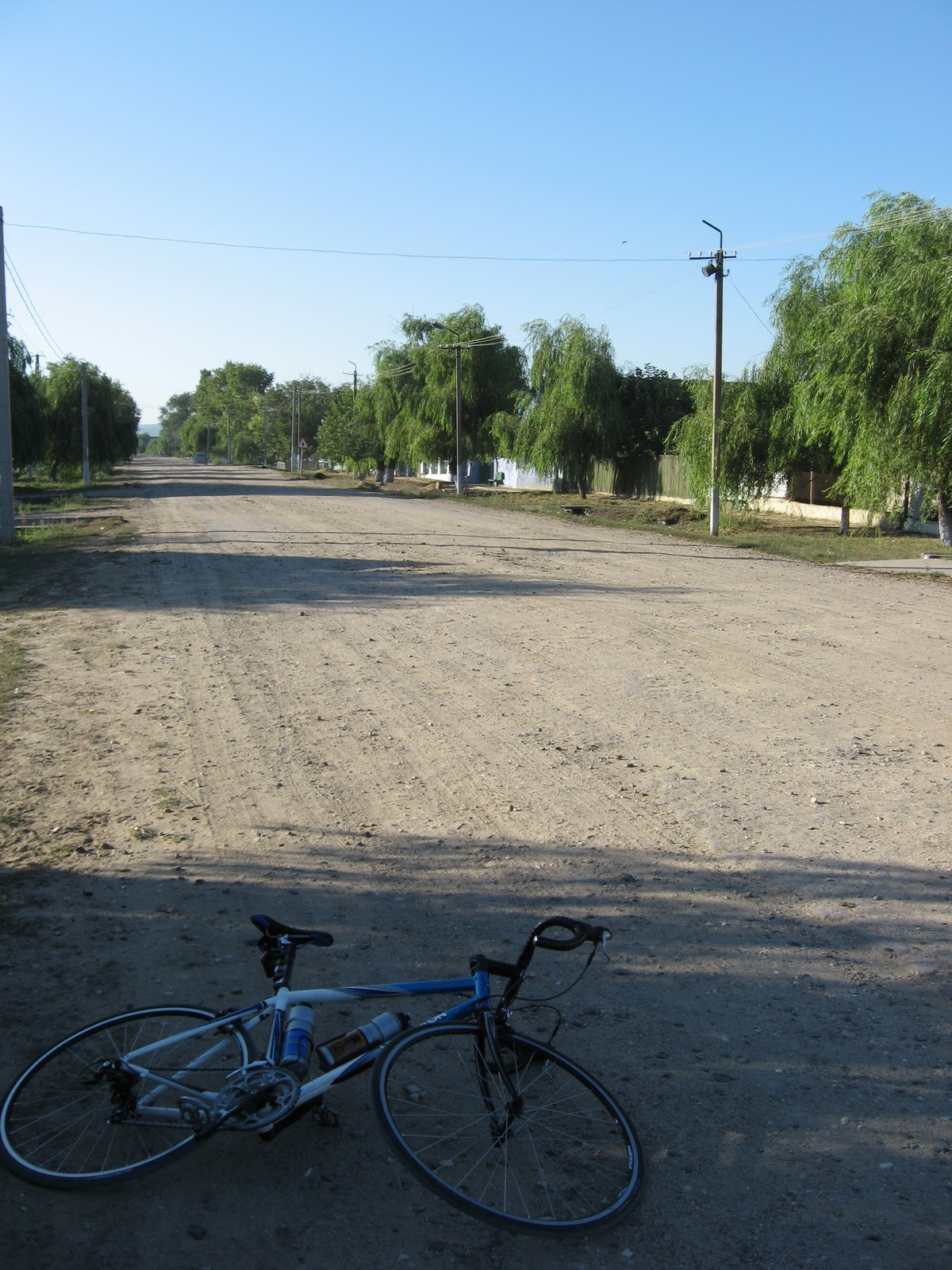
Blick auf die Hauptstraße im Ort

## Geografische Lage
Serpnewe liegt westlich von Odessa, etwa 20 km nordwestlich von Tarutyne. Die Siedlung am Ufer des Kohylnyk befindet sich im Rajon Bolhrad an der Grenze zur Republik Moldau. Jenseits der Grenze liegt in der Republik Moldau die Stadt Basarabeasca.

## Verwaltungsgliederung
Am 12. Juni 2020 wurde die Siedlung ein Teil der Siedlungsgemeinde Tarutyne; bis dahin bildete sie die Siedlungsratsgemeinde Serpnewe (Серпневська селищна рада/Serpnewska selyschtschna rada) im Zentrum des Rajons Tarutyne.
Seit dem 17. Juli 2020 ist sie ein Teil des Rajons Bolhrad.

## Geschichte

### Entstehung
Die Ortschaft liegt in der historischen Landschaft Bessarabien. Das Gebiet von Bessarabien kam 1812 im Frieden von Bukarest vom osmanischen Vasallenstaat Fürstentum Moldau zusammen mit dem Budschak an das Russische Kaiserreich. Die Neuerwerbung wurde als Kolonisationsgebiet behandelt und zunächst dem Generalgouverneur von Neurussland zugeordnet. Kaiser Alexander I. rief in einem Manifest von 1813 deutsche Kolonisten ins Land, um die neu gewonnenen Steppengebiete in Neurussland zu kolonisieren. Hier gründeten 1814 deutsche Auswanderer Leipzig als Dorf Nummer 8. Der Ort gehört zu den 24 bessarabiendeutschen Mutterkolonien. Sie wurden von Einwanderern gegründet, während Tochterkolonien später von Bewohnern der Mutterkolonien gegründet wurden. Bei den Auswanderern, die sich hier 1814 niederließen, handelte es sich um 126 deutsche Familien. Sie kamen im Herbst 1814 im Gebiet des späteren Leipzig in drei Zügen an. Aufgrund des bevorstehenden Winters suchten sie sich Quartier in den nahe gelegenen moldauischen Dörfern. Für die Dorfgründung hatten die russischen Behörden in der weitläufigen Steppenlandschaft, die lediglich von Viehherden beweidet wurde, ein Landstück ausgemessen. Es hatte eine Länge von 11,5 km und eine Breite von 7,7 km. Jede Familie bekam im Frühjahr 1815 eine Fläche von 60 Desjatinen zugewiesen. Das Land blieb im Eigentum der Gemeinde und wurde den Siedlern zur weitervererblichen Nutzung überlassen. Das Dorf wurde als Straßendorf mit einer 50 Meter breiten Hauptstraße angelegt. Es hatte eine Länge von 5 km. Jeder einzelne Hofplatz hatte eine Fläche von einer Desjatine und war an der Straßenfront 43 m breit sowie 260 m lang.

### Name und Wirtschaft
1815 und 1816 trug die Siedlung den Ortsnamen „Skinos“. Er leitet sich vom moldauischen Namen des Flusses Kohylnyk, an dem die Siedlung gegründet wurde, ab. Später wurde sie nach Katharina die Große kurzzeitig „Catharinensruh“ bzw. „Katharinenruh“ genannt. Ab 1817 trug sie bis zur Umsiedlung der Deutschen aus Bessarabien 1940 den Namen „Leipzig“. Er leitet sich von der Völkerschlacht bei Leipzig von 1813 ab. Auf Weisung der russischen Ansiedlungsbehörde wurden viele neu gegründete Siedlungen in Bessarabien nach Orten von siegreichen Schlachten im Vaterländischen Krieg gegen Napoleon I. benannt.
Wie bei allen Dörfern deutscher Auswanderer waren in Leipzig alle Bewohner in der Landwirtschaft tätig. Im Laufe der Zeit entwickelten sich im Ort Gewerbe und Handwerk. Dazu gehörten Getreide-, Schrot- und Ölmühlen, zwei Molkereien, eine Tuchfabrik, eine Tonziegelei und ab 1934 eine Gießerei, die landwirtschaftliche Maschinen, wie Putzmühlen, Maissetzer, Weinpressen und Maisrebbelmaschinen herstellte. Ab 1912 wurden zur Wasserversorgung vermehrt artesische Brunnen angelegt.
Die im Jahr 1877 errichtete Bahnstation Leipzig an der Bahnstrecke Bender–Galați trug zur wirtschaftlichen Aufwärtsentwicklung des Ortes bei. Das an derselben Strecke nördlich von Leipzig gelegene Basarabeasca wurde mit der Bahnstrecke Odessa–Basarabeasca zum Eisenbahnknotenpunkt.
Im September 1927 ereignete sich in Leipzig eine schwere Überschwemmungskatastrophe. Durch starke Regenfälle stauten sich im Tal des Flusses Kohylnyk große Wassermassen am Bahndamm nördlich des Ortes. Als der Damm brach, strömte ein Flutwelle auf Leipzig zu. Dabei kamen 31 Menschen und fast 1400 Haustiere zu Tode. Nahezu 1000 Gebäude wurden völlig zerstört.

### Innere Ordnung

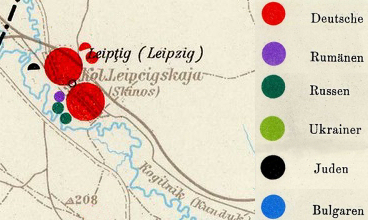
Ethnische Verteilung in Leipzig auf Basis der rumänischen Volkszählung von 1930, 2150 Deutsche, 100 Russen, 50 Juden, 50 Rumänen

Verwaltungsmäßig gehörte Leipzig zum 1818 gegründeten Gebietsamt Klöstitz, das im Jahr 1924 aufgelöst wurde. In der Gründungsphase erhielten die Kinder keinen Schulunterricht, der erst 1829 begann und ab 1868 in einem eigenen Schulhaus stattfand. Kirchlich gehörte Leipzig anfangs zum Kirchspiel Tarutino. Eine Kirche wurde 1826 nach elfjähriger Bauzeit, unterbrochen von einem Religionsstreit, eingeweiht. Ein Blitzschlag zerstörte sie 1893 und machte sie unbenutzbar. Der Gottesdienst fand bis zur Errichtung einer neuen Kirche im Jahr 1908 für 1000 Besucher im Schulhaus statt. 1926 wurde das Kirchspiel Leipzig gegründet. Daneben fand in Leipzig die Separatistengemeinde viele Anhänger, die sich von der evangelischen Kirche absetzte und sich in einem eigenen Haus im Unterdorf zu Bußpredigten und „stillen Stunden“ traf.
In Leipzig herrschten zwischen den Bewohnern des Unter- und des Oberdorfes eine Konkurrenz, die stärker als in anderen bessarabiendeutschen Siedlungen ausgeprägt war. Die Bewohner von Leipzig sprachen eine in Bessarabien eher seltene Mundart. Es handelte sich um eine Mischung von Plattdeutsch und Hochdeutsch, die als Kaschubisch bezeichnet wurde. Unter den Bessarabiendeutschen war ansonsten überwiegend die schwäbische Mundart verbreitet.

### Zugehörigkeit
Die Siedlung Leipzig gehörte, wie ganz Bessarabien, bis zum Jahre 1917 dem russischen Zarenreich an. Nach dem Ersten Weltkrieg war es ab 1918 rumänisches Staatsgebiet. Als Folge des Hitler-Stalin-Paktes besetzte die Rote Armee Ende Juni 1940 Bessarabien. Nach dem Zustandekommen eines Umsiedlungsvertrages zwischen der Sowjetunion und dem Deutschen Reich im September 1940 bekamen die rund über 90.000 deutschstämmigen Bewohner Bessarabiens die Möglichkeit zur Umsiedlung „Heim ins Reich“ auf freiwilliger Basis. Davon machten auch die nahezu 2300 „volksdeutschen“ Einwohner von Leipzig Gebrauch. Die Umsiedler wurden im September und Oktober 1940 über den Hafen Galatz auf der Donau mit Dampfschiffen und ab Jugoslawien per Eisenbahn ins Deutsche Reich transportiert, wo sie zunächst in den Lagern der Volksdeutschen Mittelstelle untergebracht wurden. Die Leipziger aus Bessarabien kamen in mehrere Lager im gleichnamigen sächsischen Leipzig. Nach ihrer Einbürgerung wurden sie ab 1941 im von NS-Deutschland besetzten Wartheland angesiedelt. Nach der Flucht in den Westen zu Kriegsende 1945 verteilten sich die früheren Einwohner Leipzigs wie fast alle Bessarabiendeutsche in Deutschland und Übersee.
Während des Zweiten Weltkriegs wurden in Leipzig viele Häuser durch Kriegshandlungen zerstört. Die große Kirche wurde bereits am Ende der Umsiedlungsaktion durch ein Erdbeben stark beschädigt. Nach der Umsiedlungsaktion 1940 gehörte das Dorf kurzzeitig bis 1941, und dann im Verlaufe des Krieges wieder ab dem Jahre 1944 zur Sowjetunion.
Seit dem 10. Januar 1947 ist der Ort eine Siedlung städtischen Typs. In der Zeit der Zugehörigkeit zur Sowjetunion entstand in dem Dorf eine Sowchose. Die Kirche wurde nun abgerissen, und mit den Steinen wurde 1959 ein neues Schulgebäude errichtet. In den Hochzeiten wurden annähernd 700 Schüler unterrichtet, heute (2015) sind es etwa 250.
Seit dem Zerfall der Sowjetunion 1991 befindet sich das Dorf auf ukrainischem Staatsgebiet.